# International Crossminton Organisation
Die International Crossminton Organisation, kurz ICO, ist der Weltverband des Trendsports Crossminton mit Sitz in Berlin. Sie wurde am 25. August 2011 anlässlich der 1. Speed-Badminton Weltmeisterschaft gegründet. Präsident der ICO ist Matjaz Sustersic. Bis Ende 2015 hieß sie „Internationale Speed-Badminton Organisation“, wurde aber im Zuge der Umbenennung der Sportart von „Speed Badminton“ zu „Crossminton“ ebenfalls umbenannt.

## Organisation

### Ziele
Die ICO ist eine nicht gewinnausgerichtete Organisation, zu deren Pflichten folgende zählen:
- ausschließlich und direkt gemeinnützige Absichten verfolgen
- weltweite Förderung, Organisation und Entwicklung des Trendsports Crossminton
- Erstellen von beständigen, akzeptierten Turnierregeln
- Organisation internationaler Wettkämpfe
- Förderung der Jugend und des Schulsports

### Aufbau
Die Organisation besteht derzeit aus 28 Mitgliedern (Stand: September 2018). Der Vorstand besteht aus den folgenden 7 Mitgliedern:
- Vorstandsvorsitzender: Matjaz Sustersic (SLO)
- Generalsekretär: René Lewicki (GER)
- Kassiererin: Yoko Kozumi (JPN)
- Vorstand Regeln und Turniere: Maximilian Franke (GER)
- Vorstand Jugend: Petr Makrlik (CZE)
- Vorstand Sport: Charly Knobling (GER)
- Vorstand Entwicklungshilfe: Daniel Robles Rodríguez (ESP)

## Turniere

### 1st AZIMUT Hotels Speedminton® World Championships Germany 2011
Am 26. August 2011 und 27. August 2011 fand unter dem Namen „1st AZIMUT Hotels Speedminton® World Championships Germany 2011“ die 1. Weltmeisterschaft im Speed Badminton in Berlin statt. Die Eröffnungsveranstaltung fand bereits am 25. August 2011 statt. Austragungsort war das Tennisgelände des LTTC Rot-Weiß Berlin. Die Finalspiele wurden im traditionsreichen Steffi-Graf-Stadion ausgetragen. Ausrichtender Verein waren die Speedminton® Gekkos Berlin e.V. Gespielt wurde in zehn Kategorien, in denen 370 Teilnehmer aus 29 Nationen um den Titel kämpften. Besonders hierbei war, dass es keine Viertplatzierten gab, da der dritte Platz nicht ausgespielt wurde. Somit gab es in jeder Kategorie zwei Bronzemedaillengewinner.

### 2nd ISBO  Speedminton® World Championships Germany 2013
Für die 2. Weltmeisterschaft im Speed Badminton vom 13. bis zum 15. Juni 2013 stellte der Tennis Club LTTC Rot-Weiß Berlin seine Anlage erneut zur Verfügung. Für die WM standen neben 14 Sandplätzen auch der Court B mit Tribüne und das Steffi-Graf-Stadion bereit. Die Spiele der Junioren U14 wurden in der Halle gespielt.
Auf jedem Tenniscourt konnten je zwei Speed-Badminton-Courts errichtet werden. Insgesamt wurden auf 32 normalen und 4 Jugendcourts in der Halle die Spiele ausgetragen.  Für die Finalspiele wurde im Steffi-Graf-Stadion wieder der eigens angefertigte Finalcourt aufgebaut.

### 3rd ISBO Speedminton® World Championships Germany 2015
Die 3. Weltmeisterschaft im Crossminton fand erneut in Berlin statt.

### 4th ICO Speedminton® World Championships Poland 2017
Die 4. Weltmeisterschaft im Crossminton fand in Warschau (Polen) statt.

### 5th ICO Crossminton World Championships powered by Speedminton® Hungary 2019
Die 5. Weltmeisterschaft im Crossminton fand in Budapest (Ungarn) statt.